# 反対蓄婢会
反対蓄婢会（はんたいちくひかい、中国語: 反對蓄婢會、英語: Anti-Mui Tsai Society）は、1922年3月26日にイギリス領香港で設立された、奴婢制度の廃止を求める非営利団体である。香港が開港した初期、イギリス植民地政府は「香港住民の慣習を尊重する」という名目で、広東語で俗に「妹仔（英語: Mui Tsai、イェール式広東語: mūi jái）」と呼ばれる婢女を所有する慣習（中国語: 蓄婢）を容認していた。この制度は長く続いたが、19世紀末頃になってようやく社会的にその道徳性が問題視されるようになった。長年にわたる蓄婢問題をめぐっては、社会の中でも賛成・反対の声が分かれていた。そうした中で、人道主義の立場から蓄婢に反対する人々によって該会が設立された。この問題は一朝一夕に解決できるものではなかったが、会の活動は妹仔制度の廃止運動を大きく後押しし、婢女の社会的流動性を高める上でも重要な役割を果たした。

## 背景
妹仔とは、「身価の授受を行って生家から買主へ、あるいは原買主から転買主へと人身支配権を移転され、買主に無償で私役された女婢」のことである。香港においては、1841年の開港以前からすでにこうした妹仔を所有・使役する蓄婢の文化が存在していた。イギリス政府は、香港華人住民の伝統文化や慣習を尊重することで、彼らの反感を避け統治を安定させるため、この慣習を容認した。その結果、蓄婢という制度は保存され続けることになった。
しかし、19世紀後半になると、首席按察司のジョン・ジャクソン・スメイル（英語: John Jackson Smale）が1879年に発表した言論がきっかけとなり、蓄婢問題がようやく社会の関心を集め始めた。蓄婢問題は社会的な議論の対象となったものの、香港政庁はこの問題に対して積極的に対応しようとはしなかった。たとえ香港総督ジョン・ポープ・ヘネシーが妹仔問題に取り組もうと努力しても、立法局からの支持を得ることはできなかった。
1920年になると、イギリス庶民院で1917年に発生した誘拐事件の訴訟が議論されたことを契機に、香港の妹仔問題についても広く議論されるようになった。しかし、香港政府は依然としてこの問題に対して慎重であり、積極的な対応を避けていた。
1920年代に入ると香港社会においても蓄婢制度に対するさまざまな疑問が投げかけられるようになり、それらは新聞紙上にも掲載された。たとえば『ホンコン・デイリープレス（中国語: 孖剌西報）』紙は、蓄婢問題に対する社会の関心に応えるかたちで、1921年7月に太平戯院において、郷紳や商人が主催する「婢女問題研究大会」を開催した。
この会議によって、蓄婢制度に対する賛否両派の意見が表面化した。一方は伝統的な郷紳や商人を中心とする保守派であり、中国における生計維持の問題を理由に蓄婢制度の維持を主張した。代表的な人物には、大会議長であった劉鑄伯や葉蘭泉らがいる。もう一方は、西洋教育を受けた知識人や宗教団体を中心とする改革派で、人道主義の立場から蓄婢制度の廃止を訴えた。楊少泉や王愛棠牧師らがその代表である。この日の会議では、妹仔制度の廃止を求める決議案が提出され、賛成多数で可決された。しかし、大会議長はこの決議を無効と裁定した。なぜなら、この会議はあくまで「保護婢女協会」設立の可能性を研究するために開かれたものであり、制度の是非を決定する場ではなかったからである。
これを受け、同年9月に反対派の市民によって「反対蓄婢会」が設立され、政府および蓄婢制度を支持する勢力と対立しながら蓄婢制度廃止に向けた活動を積極的に展開し、「妹仔」に正当な社会的地位と権利を与えることを目指した。
反対蓄婢会は、蓄婢制度に反対する社会的な啓発活動に力を入れるとともに、「保護妹仔協会」と協力して政府と連携する委員会を設立し、蓄婢問題の法的解決を目指した。その結果、1921年から1930年代にかけて、蓄婢問題は社会的関心を集め続け、制度の根絶に向けた動きが着実に進められていった。

## 影響

### 保護妹仔協会との角逐
1921年に太平戯院で開催された会議は、蓄婢制度の廃止を主張するものではなかった。会議において、何福は制度に対する中心的な批判者であったヘイゼルウッズ（Hazelwoods）夫人に対し、問題を冷静に見ずに感情的な批判を行っていると指摘した。彼は次のように述べ、中国人自身が協会を組織して、制度によって生じ得る問題に対応すべきだと主張した：「我々中国人が自ら協会を組織してこうした問題を解決することがなぜできないのか……適切な権限を得て、婢女への虐待事件を訴追できるようにすべきではなかろうか？」
この会議の結果、葉蘭泉、湯寿山、劉鑄伯らの士紳を中心とした「保護妹仔協会」が設立された。この協会は蓄婢制度の廃止を目的とはしておらず、名目上は婢女への虐待を防ぐことを掲げていたものの、実際には蓄婢制度の存続を支持する人々が集まり、蓄婢制度反対運動を妨げる存在であった。
保護妹仔協会のメンバーは、この制度が貧困家庭の生活を支える手段であり、「善行」であると主張した。当時、多くの家庭が経済的困窮から娘を手放すことを余儀なくされていた現実があり、妹仔制度はそうした家庭の助けになっており、不当なものではないと考えた。
また、女子は家庭内にあっても親からの体罰を受けることがあり、体罰は教育の一環であり重大な問題ではないとする認識も存在した。したがって、虐待さえ防げば制度は問題ないと考え、制度を全面的に廃止する必要はないという立場が取られた。むしろ妹仔制度を禁止すれば、より深刻な社会問題を引き起こす恐れがあるとした。
さらに、黄広田は英国政府に対して、妹仔制度は中国において不文律として定着している長年の慣習であり、こうした制度に干渉する際には極めて慎重な対応が求められると警告した。
このように、保護妹仔協会の立場は反対蓄婢会と大きく異なっており、反対蓄婢会が制度廃止を目指す上では、制度の復活を防ぐためにも、保護妹仔協会の影響力と正面から対峙する必要があった。
1922年13月、イギリス植民地省は、香港に対して妹仔制度廃止のための草案を作成するよう指示を出した。これを受け、華民政務司は反対蓄婢会と保護妹仔協会両会に対して協力と協議を行うよう促した。香港政庁は当初、蓄婢制度の廃止に積極的に関与することを望んでいなかったが、日増しに高まる制度反対の世論に直面し、やむを得ず両団体の協力を取り付け、華人自身の手で社会問題の解決策を提示させるという形を取った。
このことから、保護妹仔協会が提唱する制度存続の主張は、反対蓄婢会が求めていた制度廃止に比べ、社会的な支持を得られていなかったことがうかがえる。両会が共同で委員会を設立するに至ったこと自体が、保護妹仔協会が制度廃止の切迫性を認めざるを得なくなったことを意味しており、反対蓄婢会とともに政庁による蓄婢禁止法案の策定と実施に協力する流れが明確となったのである。
社会の妹仔制度に対する反応は一様ではなかった。人道主義的思想に基づき、この悪習の継続を阻止しようとする動きが現れた一方で、これを正当な行為と見なし、社会の困窮問題を解決する手段と捉える人々も存在し、政庁の介入や反対蓄婢会による廃止運動に不満を示す者も少なくなかった。たとえ反対蓄婢会の設立が妹仔廃止の啓発に貢献し、保護妹仔協会の唱える制度維持の主張に対抗する力となったとしても、香港における妹仔制度廃止までには10年もの長い歳月を要することとなった。ゆえに、反対蓄婢会は設立当初の宗旨を堅持し続け、制度廃止を勝ち取るために、不断の努力を重ねていく必要があったのである。

### 政庁による取締の要求
蓄婢制度の廃止に関して、イギリス政府の姿勢は一貫して積極的とは言えなかった。蓄婢問題が社会で広く提起されるようになると、当時の植民地大臣レオ・アメリーは、華人の紳士たちが婢女の社会的状況を改善・保護すべきだと述べ、妹仔を奴隷と見なす意見を否定し、香港における蓄婢の習慣の存在は奴隷制度の存在とは異なるとした。早くも1833年には奴隷制度を法的に廃止した国としての自負があるイギリスにとって、この問題は極めて繊細なものであり、できる限り政庁の干渉なしに、華人社会の内部で自発的に解決されることを望んでいた。
だが、政府の消極姿勢にもかかわらず、反対蓄婢会の勢力は次第に拡大し、会員たちは新聞紙上にて蓄婢支持者の不当性を論じ、その弊害を訴え続けた。その影響により、社会の中で反蓄婢の声が高まり、街坊敘会や工団大会といった団体も禁婢条例の制定を支持するに至った。こうして、政庁もついには無視できなくなり、1923年2月15日、「家庭女役則例」（いわゆる取締蓄婢新例）を制定することとなった。
以上のように、反対蓄婢運動の初期段階においては、反対蓄婢会の設立と世論の高まりが政府に圧力をかけた。たとえ政府が消極的であったとしても、声は庶民院にまで届き、香港政庁は本国議会と地元社会の双方からの圧力を受けて、制度廃止に向けた法整備を急がざるを得なかったのである。
しかしながら、この則例制定後も、政庁はその施行に積極的とは言えず、反対蓄婢会は引き続き政府に対して条例の確実な執行を求める努力を重ねる必要があった。蓄婢の数に着目すると、政府の施行態度には疑問を抱かざるを得ない。実際、蓄婢の数は減少するどころかかえって増加しており、政府が本当にこの問題の解決に取り組む意思があるのかどうかが疑問視された。
反對蓄婢會は、制定後6年間で実質的な規制がなされていないことを問題視し、再び政庁に対して蓄婢問題の深刻さを訴え、1923年則例の第3章、すなわち妹仔の登録とその労働報酬の規定を真摯に履行するよう要求した。
反対蓄婢会はその役割を果たし、政府に対して妹仔登録制度の必要性を主張、政府に対して条例を改正して、妹仔制度の廃止まで踏み込むよう求めた。反対蓄婢会の絶え間ない努力の結果、「政府公報には取締が容易ならしめる1923年条例の改正草案が掲載された」。

### 妹仔の地位向上
反対蓄婢会が政庁に対し、現時点で存在する妹仔の登録実施を強く求めた目的は、新たな妹仔が内地から流入するのを防ぎ、その数が増加するのを抑制することにあった。さらに、妹仔の労働時間や給与などを明確に定め、彼女たちが条例による保護を受け、基本的権利を享受できるようにし、社会的地位を向上させることを目指した。反対蓄婢会は香港における蓄婢の悪習に対して広く宣伝活動を行い、保護妹仔協会などに対して反対の立場を貫いたが、政庁の不作為は反対蓄婢会の業務内容を増加させた。同会は政庁に対して条文の実施と会の活動への協力を強く求め、10年間にわたり蓄婢制度の撲滅への努力を続けた。
反対蓄婢会の設立目的は、妹仔制度を廃止し、彼女たちに必要な自由と権利を回復させることであった。1922年に設立されて以来、同会は政府と社会の間で活発に活動した。一方では政府に対して条例の実施、妹仔の保護、制度の段階的廃止を求め、また一方では社会に向けて講演を通じて民衆の意識向上と、妹仔解放運動への支持を呼びかけてきた。
1933年まで、香港では依然として妹仔虐待事件が多く報告されていたが、同会の努力によってこうした事件は可視化され、以前は無視されていた虐待問題についても、加害者は適切に処罰され、被害を受けた妹仔は保護を受けることができるようになった。同会設立以前も妹仔の虐待は頻繁に行われていたと思われるが、その当時は誰もこれらの苦しんでいる女性たちに代わって訴訟を起こすことはなかった。社会はこのような人々に無関心であり、主人が妹仔を虐待しても誰も告発せず、社会は彼女たちの悲劇に無反応であった。しかし、ヘイゼルウッズ夫妻が香港の妹仔問題に衝撃を受け、1922年に反対蓄婢会が設立されてから、婢女たちの社会的状況は注目されるようになり、関心を持たれるようになった。成果がどれほど顕著であったかはともかく、この会は反蓄婢活動に尽力した。そして、虐待事件が明るみに出るたびに、妹仔の社会的地位の変化が示された。妹仔の使用者はもはや妹仔を抑圧することができなくなり、彼女たちの生命と安全は保護されるようになった。虐待を受けた妹仔たちは苦しんでいたが、幸いにも彼女たちは主人の束縛と不当な扱いから解放される機会を得ることができ、政庁は保良局に虐待を受けた妹仔を収容するように手配した。彼女たちにとって、これは一歩前進であり、社会がようやく彼女たちの居場所を提供してくれるようになった。
過去、社会は婢女を単なる道具と見なしていた。主人が自分の「道具」を所有していれば、それを自由に使うことができるように、婢女はただの道具として、何も要求することができなかった。しかし、婢女が適正な報酬を受け取ることが規定されたことで、社会は「婢女」という存在に対する認識を高め、その職業としての地位が向上した。婢女はもはや転売可能な物品ではなく、労働力を提供することで賃金を得る労働者階級であると考えられるようになった。以前の畸形的な主従関係は、社会における一般的な雇用主と従業員の関係に変わりつつあった。例えば、「『当該の婢女はすでに登記されており、現在20歳で、月給1ドル50セントである』と、華民政務司はその婢女が自由を得るべきだとする判断を下し、婢女の両親は感謝の書を送付した（中国語: 該婢已經註冊，現年二十歲，月薪一元五角等語，華司已判該婢應得自由，婢之父母，已付來書稱謝）」という事例からも分かるように、婢女の社会的地位は徐々に普通の労働者階級に近づき、社会の極端な最下層に位置し、自由や権利を一切持たない存在ではなくなった。
婢女が反対蓄婢会の支援を受けて政府に自由を求めた結果、彼女たちの生活と社会的地位は大きく変わった。過去の社会では、自由は彼女たちにとって夢のようなものであり、彼女たちは自分の運命をコントロールする自由を持っておらず、その将来は全て主人の手に委ねられていた。婢女にとって、主人から離れることは、自分の仕事を選び、将来の社会的役割を自己決定する自由を得ることを意味していた。彼女たちは、かつての奴隷のような社会環境から脱出し、どんな仕事を選ぶかに関わらず、十分な金銭を得られるかどうかにかかわらず、柔軟に仕事を選ぶ自由を手に入れたのである。
婢女にとって、反対蓄婢会が彼女たちのために権利を要求し続けたこと、香港での妹仔制度廃止を訴え続けたことは、その社会的役割や地位に変化をもたらす助けとなり、この変化は婢女にとって確かな利益があるものであった。したがって、反対蓄婢会が蓄婢問題に関心を持ち、取り組んだことは、婢女が社会的流動性を得るための助けとなった。

## ポップカルチャー
- テレビドラマ「名媛望族（中国語版）」（2011年12月 – 2012年4月）

## 參考文獻
1. ↑  可児弘明『近代中国の苦力と「猪花」』岩波書宿、1979、293頁。
2. ↑  香港反對蓄婢會編：《反對蓄婢史畧》，頁3。
3. ↑  施其樂，宋鴻耀譯：《歷史的覺醒—香港社會史論》，頁58。
4. ↑  施其樂 (Carl T. Smith) 著，宋鴻耀譯：《歷史的覺醒—香港社會史論》(譯自 A Sense of History: Studies in the Social and Urban History of Hong Kong) (香港：香港敎育圖書公司，1999)，頁51-55。
5. ↑  施其樂，宋鴻耀譯：《歷史的覺醒—香港社會史論》，頁57。
6. ↑  施其樂，宋鴻耀譯：《歷史的覺醒—香港社會史論》，頁67。
7. ↑  香港反對蓄婢會編：《反對蓄婢史畧》，頁153-162。
8. ↑  香港反對蓄婢會編：《反對蓄婢史畧》，頁173-176。
9. ↑  香港反對蓄婢會編：《反對蓄婢史畧》，頁188。
10. ↑  《民聲報》，1929年10月20日。
11. ↑  香港反對蓄婢會編：《反對蓄婢史畧》，頁276。